# Crocidura lanosa
Crocidura lanosa — вид ссавців родини Soricidae. Зустрічається в Демократичній Республіці Конго і Руанді. Його природні місця проживання — субтропічні або тропічні вологі гірські ліси і болота.